# Concord (cépage)
Pour les articles homonymes, voir Concord.
Le Concord est un cépage bleu-noir, le plus souvent cultivé dans l'est des États-Unis et dans l'ouest ontarien, en particulier dans la région du Niagara. Cette espèce est célèbre en raison de son goût et son arôme foxé (de l'anglais fox : renard).
Le concord, longtemps regardé comme un Vitis labrusca pur, est maintenant considéré comme un hybride naturel de Vitis labrusca et Vitis vinifera (Tukey 1966).
Ce raisin est principalement utilisé pour faire de la confiture, des boissons non alcoolisées, et non du vin.

## Voir également
- Viticulture aux États-Unis
- Pomme Grāpple